# Giuliano Montaldo
Pour les articles homonymes, voir Montaldo.
Giuliano Montaldo, né le 22 février 1930 à Gênes et mort le 6 septembre 2023 à Rome, est un réalisateur et scénariste italien.

## Biographie
Giuliano Montaldo commence sa carrière en tant qu'acteur. Étudiant, il est recruté par le réalisateur Carlo Lizzani pour jouer dans le film Achtung! Banditi! qui sort en 1950. L'expérience le motive pour apprendre le métier de cinéaste. Il devient assistant réalisateur pour Carlo Lizzani et Gillo Pontecorvo notamment sur le film La Bataille d'Alger puis réalisateur en 1961, avec son premier film Le Commando traqué. Cette première œuvre traite de la résistance, elle est sélectionnée à la Mostra de Venise. Il participera aussi au film à sketchs Extraconiugale pour lequel il réalise La moglie svedese en 1964. S'ensuit un documentaire sur sa ville natale : Genova.
En 1965, Giuliano Montaldo écrit et réalise Una bella grinta, vision cynique de la croissance économique italienne. Le film obtient le prix spécial du jury au Festival de Berlin. Il accède à la direction d'une production internationale avec Le Carnaval des truands (Ad ogni costo, 1967) qui réunit notamment Klaus Kinski, Edward G. Robinson, et Janet Leigh.
Il dirige aussi les acteurs américains John Cassavetes ainsi que Peter Falk dans son film suivant, Les Intouchables (Gli Intoccabili, 1968). En 1969, Giuliano Montaldo présente À l'aube du cinquième jour, dont Ennio Morricone compose la bande originale.  Le film, un drame de guerre inspiré d'un fait authentique, met en vedette Franco Nero et Richard Johnson.  L'oeuvre n'obtient pas un succès en salle, mais vit une seconde fois à travers le générique d'Italiques.
En 1971, le réalisateur porte à l'écran la destinée tragique de Nicola Sacco et Bartolomeo Vanzetti, deux anarchistes  immigrés italiens accusés d'avoir organisé un braquage, dans Sacco et Vanzetti (Sacco e Vanzetti). Riccardo Cucciolla et Gian Maria Volontè y incarnent les deux anarchistes.  Le film est sélectionné au Festival de Cannes.   Cucciolla y obtient un prix d'interprétation masculine.  Le film est un réel succès.  La trame musicale du film, signée Ennio Morricone, sera à l'origine d'une chanson interprétée d'abord en anglais par Joan Baez, puis en français par Georges Moustaki notamment. 
Après Circuit fermé (Circuito chiuso), un polar produit par la télévision italienne, Montaldo réalise Un jouet dangereux, le seul film de Montaldo se rattachant au courant de la comédie à l'italienne des années 1970.  Mettant en vedette Nino Manfredi et Marlène Jobert, le film aborde de manière satirique le thème de l'auto-défense, assez présent dans le cinéma de l'époque. 
En 1982, Giuliano Montaldo réalise une ambitieuse fresque sur Marco Polo pour la télévision, déclinée en feuilleton.  Coproduite par l'Italie et la République populaire de Chine, la série d'une durée de 10 heures est tournée en anglais.  Outre Ken Marshall qui joue le rôle titre, on y retrouve l'acteur chinois  Ying Ruocheng ainsi que Burt Lancaster, Anne Bancroft, David Warner, F. Murray Abraham  et Leonard Nimoy.
Il réalise ensuite Contrôle, un film d'anticipation, puis Les Lunettes d'or, drame se déroulant dans l'Italie d'avant-guerre adapté d'un roman de Giorgio Bassani, également auteur du Jardin des Finzi-Contini.  Philippe Noiret y incarne un médecin progressivement ostracisé quand on découvre son homosexualité.
Ennio Morricone est longtemps son compositeur attitré : ils collaborent sur une douzaine d'œuvres, depuis  Le Carnaval des truands (Ad ogni costo).
Lors de la 63e cérémonie des David di Donatello, il remporte le David di Donatello du meilleur acteur dans un second rôle pour Tutto quello che vuoi.

## Filmographie

### Réalisateur

#### Longs métrages
- 1961 : Le Commando traqué (Tiro al piccione)
- 1964 : Extraconiugale - segment La moglie svedese
- 1965 : Illégitime Défense (Una bella grinta)
- 1967 : Le Carnaval des truands (Ad ogni costo)
- 1968 : Les Intouchables (Gli intoccabili)
- 1969 : À l'aube du cinquième jour (Dio è con noi)
- 1971 : Sacco et Vanzetti (Sacco e Vanzetti)
- 1973 : Giordano Bruno
- 1976 : L'Agnese va a morire
- 1979 : Un jouet dangereux (Il giocattolo)
- 1987 : Contrôle (Il giorno prima)
- 1987 : Les Lunettes d'or (Gli occhiali d'oro)
- 1990 : Le Raccourci (Tempo di uccidere)
- 2008 : I demoni di San Pietroburgo
- 2011 : L'industriale

#### Court métrage
- 1982 : Arlecchino

#### Télévision
- 1978 : Circuito chiuso (it)
- 1982 : Marco Polo (série)

#### Documentaires
- 1964 : Nudi per vivere
- 1984 : L'addio a Enrico Berlinguer
- 1992 : Ci sarà una volta
- 1997 : Le stagioni dell'aquila
- 2009 : L'oro di Cuba

### Acteur
- 1951 : Achtung! Banditi! de Carlo Lizzani
- 1952 : Prisonnière des ténèbres (La cieca di Sorrento) de Giacomo Gentilomo
- 1953 : Dans les faubourgs de la ville (Ai margini della metropoli) de Carlo Lizzani
- 1954 : La Chronique des pauvres amants (Cronache di poveri amanti)
- 1954 : L'Amour au collège (Terza liceo) de Luciano Emmer
- 1955 : Les Égarés (Gli sbandati) de Francesco Maselli
- 1956 : La Femme du jour (La donna del giorno) de Francesco Maselli
- 1957 : Le Moment le plus beau (Il momento più bello) de Luciano Emmer
- 1961 : L'Assassin (L'assassino) d'Elio Petri
- 1964 : Extraconiugale - segment La doccia de Massimo Franciosa
- 1965 : L'Amant paresseux (Il morbidone) de Massimo Franciosa
- 1993 : Le Long Silence (Il lungo silenzio) de Margarethe von Trotta
- 1995 : Un héros ordinaire (Un eroe borghese) de Michele Placido
- 2006 : Le Caïman (Il caimano) de Nanni Moretti
- 2012 : Fairytale (it) de Christian Bisceglia (it) et Ascanio Malgarini
- 2016 : L'abbiamo fatta grossa (it) de Carlo Verdone
- 2017 : Tutto quello che vuoi de Francesco Bruni

## Distinctions
- Prix spécial du jury au Festival de Berlin 1965 pour Una bella grinta
- 63e cérémonie des David di Donatello : Meilleur acteur dans un second rôle pour Tutto quello che vuoi.